# Harpactea gennargentu
Harpactea gennargentu este o specie de păianjeni din genul Harpactea, familia Dysderidae, descrisă de Wunderlich, 1995. Conform Catalogue of Life specia Harpactea gennargentu nu are subspecii cunoscute.